# Saponite
Pour les articles homonymes, voir Saponite (homonymie).
La saponite est un minéral du groupe des smectites trioctaédriques. Sa formule chimique est Ca0.25(Mg,Fe)3[(Si,Al)4O10](OH)2· nH2O. Elle est soluble dans l'acide sulfurique et a été décrite pour la première fois en 1840 par Svanberg. La saponite se décline en trois variétés : la griffithite, la bowlingite et la sobotkite.
Elle est tendre, massive et plastique et apparait dans des veines et des cavités dans la serpentinite et le basalte. Le nom est dérivé du grec sapo, savon possède des synonymes comme bowlingite, pierre à savon, piotine et stéatite.

## Occurrence
La saponite a été décrite pour la première fois en 1840 pour une occurrence au Cap Lizard par le Suédois Svanberg à Landewednack dans les Cornouailles en Angleterre. Elle se trouve dans les veines hydrothermales, dans les vésicules de basalte, les skarns, les amphibolites et les serpentinites. Les minéraux associés comprennent la céladonite, la chlorite, le cuivre natif, l'épidote, l'orthose, la dolomite, la calcite et le quartz.
Des gisements de saponite se trouvent à Ząbkowice Śląskie en Silésie, à Svärdsjö, en Suède et en Cornouailles, au Royaume-Uni. La stéatite de Cornouailles est utilisée dans la manufacture de porcelaine. On la trouve également dans les « bords sombres » des chondres des chondrites carbonées et est considérée comme un signe d'altération aqueuse. Le plus grand gisement de diamants primaires d'Europe, Lomonosov, en Russie, (district de Primorsky dans l'oblast d'Arkhangelsk) est une zone d'accumulation et de stockage de saponite dans les résidus.

## Application
La séparation électrochimique permet d'obtenir des produits modifiés contenant de la saponite avec des concentrations élevées de minéraux du groupe de la smectite, des particules minérales de plus petite taille, une structure plus compacte et une plus grande surface. Ces caractéristiques ouvrent des possibilités pour la fabrication de céramiques de haute qualité et d'absorbants de métaux lourds à partir de produits contenant de la saponite. Ce retraitement des déchets est très important pour l'utilisation de la pulpe d'argile comme agent neutralisant, car de fines particules sont nécessaires pour la réaction. Des expériences sur la désacidification de l'histosol avec la boue d'argile alcaline ont démontré que la neutralisation avec un pH moyen de 7,1 est atteinte à 30 % de la pâte ajoutée et un site expérimental avec des graminées vivaces a prouvé l'efficacité de la technique. En outre, la remise en état des terres perturbées fait partie intégrante de la responsabilité sociale et environnementale de la société minière et ce scénario répond aux besoins de la communauté aux niveaux local et régional.
Les saponites synthétiques ont une composition chimique et une surface réactive définies et servent de substitut aux zéolithes. Contrairement aux pores des zéolithes, les saponites ont un espacement des couches plus grand et peuvent également être utilisées comme catalyseurs pour des molécules organiques plus grosses, par exemple dans la polymérisation, l'isomérisation et le craquage.

## Préoccupation environnementale
- Si vous ne connaissez pas le sujet, laissez ce bandeau (vous pouvez alors contacter les auteurs).
- Si vous supprimez le contenu mis en cause (vous pouvez préalablement contacter les auteurs),

argumentez précisément cette suppression dans la page de discussion
(un manque de référence n'est pas un argument ; une recherche réelle de référence doit avoir été effectuée, être formellement documentée).
La masse prévue de saponite à déverser dans les résidus du traitement du minerai de diamant représente des millions de tonnes. Il est inquiétant de constater que lorsque les macro- et micro-composants sont trouvés dans des concentrations non dangereuses, moins d'efforts sont consacrés à la gestion environnementale des résidus, bien que les sédiments technogènes offrent des perspectives de réutilisation et de valorisation au-delà de leur élimination traditionnelle. La saponite est un exemple démonstratif du constituant des résidus qui est souvent injustement maltraité.